# Hippoboscoidea
Hippoboscoidea là một liên họ của Calyptratae. Các loài hai cánh trong liên họ này là loài hút máu vật chủ của chúng. Năm họ thường được xếp vào đây gồm:
- Glossinidae
- Hippoboscidae
- Mormotomyiidae
- Nycteribiidae
- Streblidae (tranh cãi)

Hippoboscidae thường được gọi là chí, rận. Rồi dơi bào gồm các họ Nycteribiidae và Streblidae; họ Streblidae có thể không phải đơn ngành và được đề xuất chia thành 2 phân họ hoặc hợp nhất với họ Nycteribiidae. Họ Glossinidae chỉ có một chi bao gồm các loài ruồi xê rê ở phi châu, là vật chủ trung gian truyền bệnh trypanosomiasis. Họ Mormotomyiidae hiện chỉ có một loài Mormotomyia hirsuta chỉ phát hiện ở Kenya. Nó có thể là một nhánhh riêng biệt với một họ khác nhưng có ít thông tin về nó.

## Hình ảnh

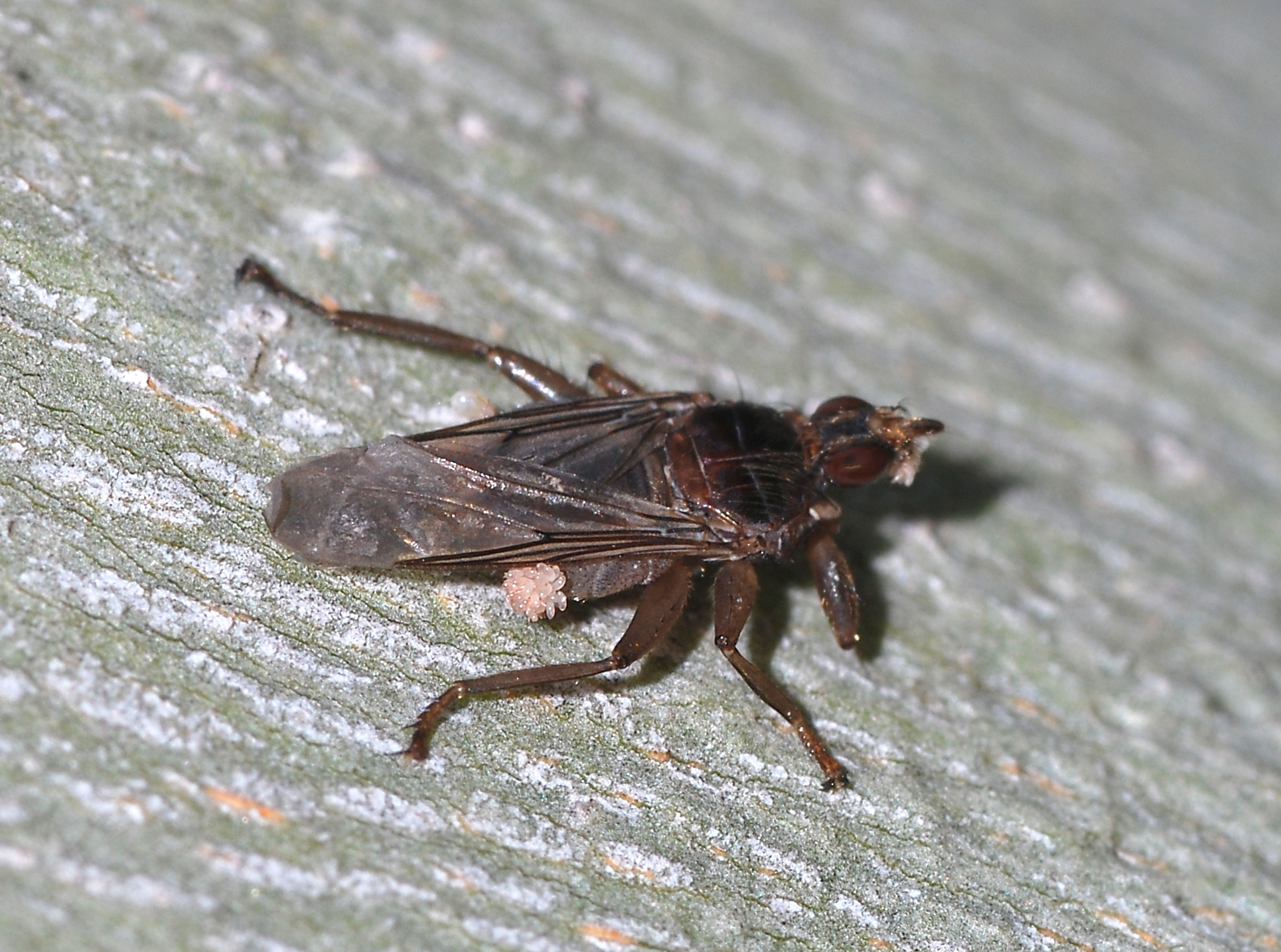
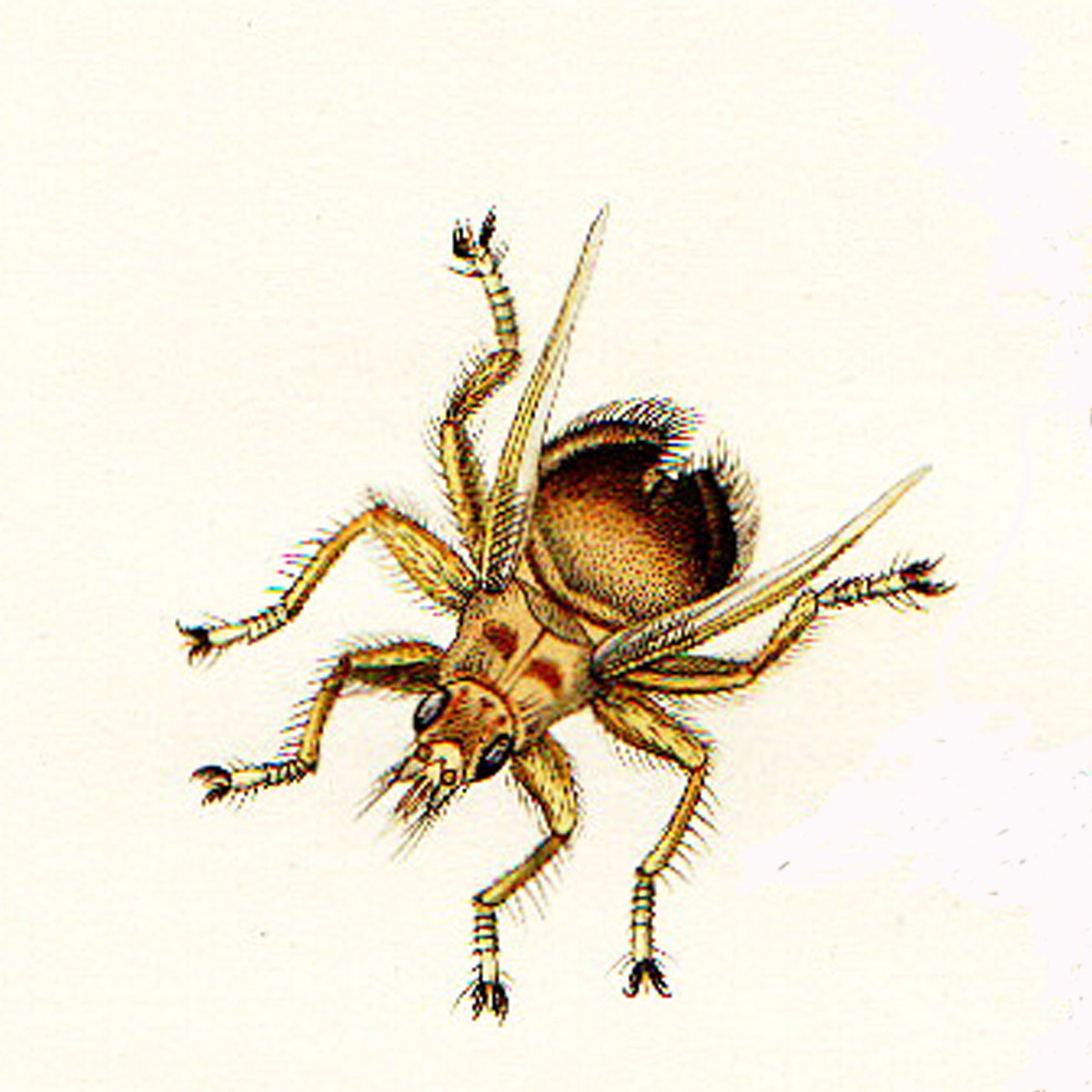